# فيلوبابوس
جايوس يوليوس أنطيوخس إبيفانيوس فيلوبوس أو فيلوبابوس ((باليونانية: Γάϊος Ἰούλιος Ἀντίοχος Ἐπιφανής Φιλόπαππος)‏) (ولد في 65م وتوفي في 116م) كان أميراً في مملكة كوماجيني والذي عاش في فترة الإمبراطورية الرومانية في القرن الأول والثاني بعد الميلاد. كان واحدا من أبرز اليونانيين الذين عاشوا في الإمبراطورية الرومانية.

## النسب والأسرة والحياة المبكرة
كان فيلوبابوس رجل من أصول أرستقراطية متصلة بشكل جيد. كان الابن البكر لأمير كوماجين اليوناني، غايوس يوليوس أرخيلاوس أنطيوخس أبيفانيس (Gaius Julius Archelaus Antiochus Epiphanes)، وامرأة يونانية مصرية تدعى كلوديا كابيتولينا (Claudia Capitolina). كانت شقيقته الصغرى الوحيدة هي الشاعر والصديق للإمبراطور الروماني هادريان والرومانية الإمبراطورة فابيا سابينا (Vibia Sabina) وجوليا بالبيلا (Julia Balbilla).
كان والدا فيلوبابوس قريبين من بعيد. جدة كلوديا كابيتولينا من ناحية الأب كانت الأميرة اليونانية أكا الثانية الكوماجينية (Aka II of Commagene)، والتي كانت حفيدة حفيد الملك أنطيوخس الأول ثيوس الكوماجيني (Antiochus I Theos of Commagene)، في حين أن والده كان الابن الأول للملك أنطيوخس الرابع الكوماجيني (Antiochus IV of Commagene) وزوجته الملكة جوليا يوتابا (Julia Iotapa (daughter of Antiochus III)) الكوماجينية. كان أنطيوخس الرابع وجوليا يوتابا متحدرين مباشرة من أنطيوخس الأول ثيوس.

## النصب التذكاري لفيلوبابوس

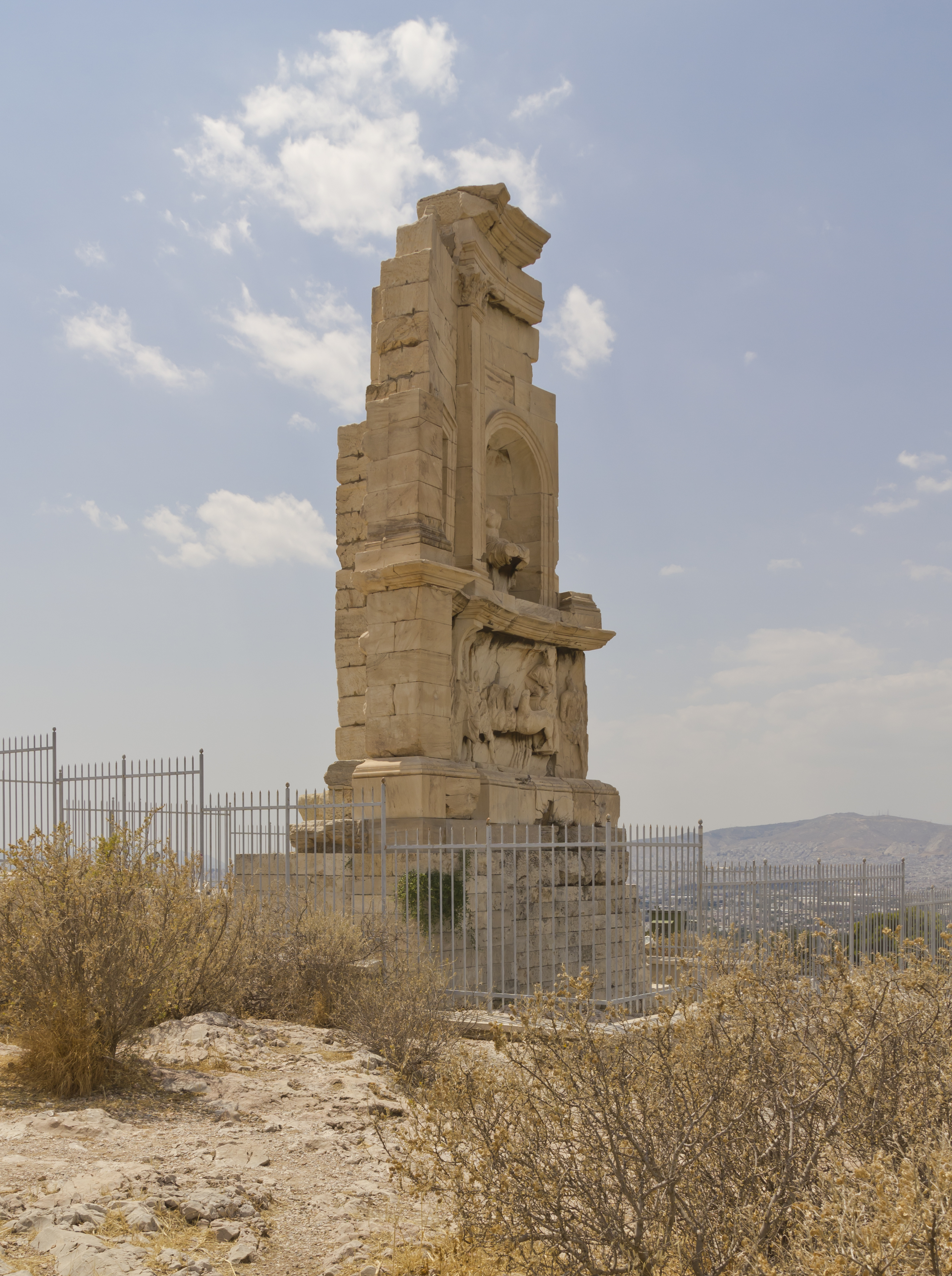
النصب التذكاري لفيلوبابوس

توفي فيلوبابوس سنة 116، وحينما مات حزنت عليه أخته جوليا بالبيلا حزناً عظيماً، وكذلك حزن عليه مواطنو أثينا والعائلة الإمبراطورية، ولتخليد ذكراه أقامت أخته جوليا نُصب تذكاري على تلة مويسون، ويقع جنوب غرب الأكروبوليس في أثينا، يُعرف بـ «نصب فيلوبابوس»، ومنه أصبح التل يعرف باسم «تل فيلوبابوس».

## روابط خارجية
- صور للنصب التذكاري لفيلوبابوس